# Meurtre au crépuscule
Pour plus de détails, voir Fiche technique et Distribution.
Meurtre au crépuscule (Amos) est un téléfilm américain de Michael Tuchner diffusé en 1985.

## Synopsis
Elizabeth Montgomery interprète Daisy Daws, l'inquiétante infirmière en chef d'une résidence pour personnes âgées, qui utilise des méthodes bien étranges afin de se débarrasser de certains résidents malades et alités. Elle fait régner la terreur jusqu'à ce qu'un nouveau venu, Amos Lasher (Kirk Douglas), un homme qui ne s'en laisse pas imposer, contrecarre les projets de Daisy...

## Fiche technique
- Titre original : Amos
- Titre français alternatif : Amos, le grand-père justicier
- Réalisation : Michael Tuchner
- Scénario : Stanley Gordon West d'après son livre
- Directeur de la photographie : Fred Koenekamp
- Montage : David Campling
- Musique : Georges Delerue
- Production : Peter Douglas, Bill Finnegan et Sheldon Pinchuk
- Genre : Drame
- Pays :  États-Unis
- Durée : 100 minutes
- Date de diffusion :
  -  États-Unis : 29 septembre 1985
  -  France : 27 septembre 1986

## Distribution
- Kirk Douglas (VF : Roger Rudel) : Amos Lasher
- Elizabeth Montgomery (VF : Martine Sarcey) : Daisy Daws
- Dorothy McGuire (VF : Lily Baron) : Hester Farrell
- Pat Morita (VF : Albert Médina) : Tommy Tanaka
- James Sloyan (VF : Marcel Jemma) : le shérif John Thomas
- Ray Walston (VF : Georges Riquier) : Johnny Kent
- Jerry Hausner (VF : Jacques Marin) : Sol Kessler
- Don Keefer (VF : Jacques Torrens) : Winston Beard
- Camila Ashland (VF : Paule Emanuele) : Mildred Lasher
- Frances Bay (VF : Claude Chantal) : Lydia
- Frederick Coffin (VF : Bernard Tiphaine) : Roland
- Lois de Banzie (VF : Monique Morisi) : Dorothy Dearborn
- Helen Martin : Mrs. McKenzie
- Jack Blessing (VF : Jean-Pierre Leroux) : Scott Lasher
- Jordan Charney (VF : Serge Bourrier) : Bert Daniels

## Nominations
- Emmy Award du meilleur acteur pour Kirk Douglas
- Emmy Award de meilleure actrice dans un second rôle pour Dorothy McGuire
- Emmy Award du meilleur acteur dans un second rôle pour Pat Morita
- Golden Globe du meilleur acteur pour Kirk Douglas
- Golden Globe du meilleur acteur dans un second rôle pour Pat Morita